# Complejo Hospitalario Guillermo Kaelin De La Fuente
El Hospital y Policlínico Guillermo Kaelin de la Fuente conforman un complejo hospitalario público localizado en el distrito de Villa María del Triunfo en la ciudad de Lima. El complejo pertenece al seguro social peruano EsSalud y, junto al Complejo Hospitalario Alberto Leonargo Barton Thompson, es el primero en toda Latinoamérica que funciona bajo la modalidad de Asociación Público Privada. Está gestionado por un consorcio que lidera IBT Group. 
El complejo hospitalario ofrece un total de 25 especialidades médicas y quirúrgicas y dispone de 214 camas, 7 salas de operaciones, 3 salas de parto (una de ellas para cesáreas) y equipamiento de última generación como tomógrafo axial computarizado, densitómetro, ecógrafos, telemando y mamógrafos. También cuenta con unidad de hemodiálisis, 100 consultorios externos, laboratorio, rayos X, farmacia, emergencia y sistemas digitalizados para atender de forma oportuna a los 250.000 asegurados adscritos de EsSalud.
El Hospital lleva el nombre de Guillermo Kaelin de la Fuente en honor al exdirector del Hospital Nacional Edgardo Rebagliati Martins (Hospital del Empleado), quien dedicó 16 años de su vida a desempeñar dicho cargo.

## Historia
El 31 de marzo de 2010 el Seguro Social de Salud (EsSalud) y la Sociedad Operadora Villa María del Triunfo Salud S.A.C. suscribieron el contrato de Alianza público-privada para el diseño, financiación, la construcción, equipamiento y operación por 30 años del Hospital III Villa María del Triunfo y su centro de atención primaria, pertenecientes a la Red Asistencial Rebagliati.
Iniciadas las obras el 30 de abril de 2012, el complejo hospitalario fue inaugurado el 30 de abril de 2014.

## Especialidades
Sus principales especialidades son las siguientes:
- Cardiología
- Dermatología
- Emergencias
- Endocrinología
- Gastroenterología
- Geriatría
- Medicina de familia
- Medicina física
- Medicina intensiva
- Medicina interna
- Nefrología
- Neumología
- Neurología
- Pediatría-Neonatología
- Psicología
- Psiquiatría
- Reumatología

Especialidades quirúrgicas:
- Anestesiología
- Cirugía general
- Gineco-obstetricia
- Neurocirugía
- Odontología
- Oftalmología
- Otorrinolaringología
- Traumatología y cirugía ortopédica
- Urología

Otras áreas de la salud:
- Nutrición
- Psicología
- Trabajo Social

Diagnóstico y tratamiento:
- Radiología
- Laboratorio
- Anatomía patológica
- Recursos tecnológicos (equipamiento)
- Farmacia
- Banco de sangre
- Rehabilitación